# Deidrogenazione
La deidrogenazione, in chimica, è il processo in cui i composti organici perdono idrogeno, con formazione di doppi legami fra atomi di carbonio. La deidrogenazione si svolge quasi sempre in fase gassosa, talvolta a pressioni ridotte, e può essere termica o, più frequentemente, catalitica. 
- La deidrogenazione termica è termodinamicamente e cineticamente favorita dalle alte temperature, ma in queste condizioni può essere accompagnata dalla decomposizione dei prodotti formatisi per ulteriore deidrogenazione o per rottura dei legami carbonio-carbonio o da processi di aromatizzazione. In alcuni casi si ricorre perciò alla deidrogenazione ossidativa, provocando, per introduzione di ossigeno, la combustione ad acqua dell'idrogeno proveniente dalla deidrogenazione, e realizzando così un miglioramento delle condizioni di equilibrio termodinamico.
- Nella deidrogenazione catalitica le condizioni operative sono molto meno drastiche e questo limita l'avvento di processi di decomposizione collaterali; i catalizzatori usati sono a base di nichel, platino, ferro, rame, ossidi di molibdeno, di zinco, di cromo.

In biochimica, la deidrogenazione è il processo ossidativo reversibile consistente nel trasporto di una coppia di atomi di idrogeno da un composto organico (donatore) a un altro (accettore); il processo è catalizzato da enzimi specifici detti deidrogenasi: un esempio è l'alcol deidrogenasi.

## Applicazioni
Le deidrogenazioni di interesse industriale vengono quasi sempre condotte cataliticamente: le più importanti riguardano la produzione di benzene da cicloesano, di naftalina, di decalina di stirolo da etilbenzene e la fabbricazione di aldeidi da alcooli (in particolare l'ottenimento di aldeide formica da alcool metilico). Particolare interesse presenta la deidrogenazione di idrocarburi saturi alle olefine corrispondenti.